# Variedad de Kähler
En matemáticas, una variedad de Kähler es una variedad con estructura unitaria a ({\displaystyle U(n)}-estructura) que satisface una condición de integración. En particular, es una variedad compleja, una variedad de Riemann, y una variedad simpléctica, con estas tres estructuras compatibles entre sí.
Esta estructura triple corresponde a la presentación del grupo unitario como una intersección:

{\displaystyle U(n)=O(2n)\cap GL(n,\mathbf {C} )\cap Sp(2n)}

Sin ninguna condición de integración, la noción análoga es una variedad hermítica parcial. Si la estructura-Sp es integrable (sin que la estructura compleja lo sea), la noción es una variedad de Kähler parcial; si la estructura compleja es integrable (sin que la estructura-Sp lo sea), la noción es una variedad hermítica.
Las variedades de Kähler (en inglés "Kähler manifolds") fueron llamadas así en honor al matemático Erich Kähler y son importantes en la geometría algebraica: ellas son una generalización de la geometría diferencial de variedades algebraicas complejas.

## Definición
Las variedades de Kähler pueden ser caracterizados en muchas maneras: Usualmente se definen como una variedad compleja con una estructura adicional (o una variedad simpléctica con una estructura adicional, o una variedad de Riemann con una estructura adicional).
Uno puede resumir la conexión entre las tres estructuras vía {\displaystyle h=g+i\omega }, donde h es la forma hermítica, {\displaystyle g} es la métrica de Riemann, {\displaystyle i} es la estructura compleja parcial, y {\displaystyle \omega } la estructura simpléctica parcial.
La métrica de Kähler  en una variedad compleja M es una métrica hermítica en el fibrado tangente complexificado {\displaystyle TM\otimes \mathbb {C} } que satisface la condición de tener varias caracterizaciones equivalentes (siendo la más geométrica el transporte paralelo inducido por la métrica que da lugar a funciones complejo-lineales en los espacios tangentes). En términos de coordenadas locales se especifica de este modo: si.

{\displaystyle h=\sum h_{i{\bar {j}}}\;dz^{i}\otimes d{\bar {z}}^{j}}

es métrica hermítica, entonces la forma de Kähler asociada (definida salvo un factor de {\displaystyle i/2}) por

{\displaystyle \omega =\sum h_{i{\bar {j}}}\;dz^{i}\wedge d{\bar {z}}^{j}}

es cerrada: es decir, {\displaystyle d\omega =0}. Si {\displaystyle M} lleva tal métrica se llama una variedad de Kähler.
La métrica en la variedad de Kähler satisface localmente
{\displaystyle g_{i{\bar {j}}}={\frac {\partial ^{2}K}{\partial z^{i}\partial {\bar {z}}^{j}}}}
para alguna función {\displaystyle K}, llamado "el potencial de Kähler".
Una variedad de Kähler, la forma asociada de la métrica de Kähler es llamada Kähler-Einstein (o algunas veces Einstein-Kähler) si su tensor de curvatura Ricci es proporcional al tensor métrico, {\displaystyle R=\lambda g}, por alguna constante {\displaystyle \lambda }. Este nombre es un recordatorio de las consideraciones de Einstein sobre la constante cosmológica. Ver el artículo variedad de Einstein para más detalles.

## Ejemplos
- El espacio euclidiano complejo {\displaystyle \mathbb {C} ^{n}} con la métrica hermítica estándar es una variedad de Kähler.

- Un toro complejo, dado por {\displaystyle \mathbb {C} ^{n}/\Lambda } para una cierta red {\displaystyle \Lambda }, forma una variedad compacta de Kähler con la métrica natural.

- Cada superficie de Riemann es una variedad de Kähler, puesto que la condición para que {\displaystyle \omega } sea cerrado es trivial en 2 dimensiones (reales).

- El espacio proyectivo complejo {\displaystyle \mathbb {C} P^{n}} tiene una métrica de Kähler natural llamada métrica de Fubini-Study. Esencialmente está determinada por la condición que sea invariante bajo la acción del grupo unitario (de una dimensión más grande, actuando en el espacio vectorial complejo que da lugar al espacio proyectivo).

- Cualquier subvariedad compleja de una variedad de Kähler es Kähler. En particular, cualquier variedad compleja que se pueda encajar en {\displaystyle \mathbb {C} ^{n}} o {\displaystyle \mathbb {C} P^{n}} es Kähler.

- Las propiedades de la restricción de la métrica de Fubini-Study significa que las variedades algebraicas complejas proyectivas no singulares llevan métricas de Kähler. Esto es fundamental en su teoría analítica.

Una subclase importante de las variedades de Kähler son las variedades de Calabi-Yau.